# Вівсянка сивоголова
Вівсянка сивоголова (Emberiza caesia) — птах родини Вівсянкові.

## Опис

### Морфологічні ознаки
Маса тіла: 20-25 г, довжина тіла: близько 16 см.
У дорослого самця голова і воло сизувато-сірі; спина і покривні пера крил бурувато-руді, з темною строкатістю; «вуса», горло, поперек, надхвістя і весь низ іржасто-руді; махові і стернові пера темно-бурі, з рудуватою облямівкою; навколоочне кільце жовтувате; дзьоб і ноги рудувато-бурі. У дорослої самки горло і «вуса» рудувато-вохристі, по краях горла темно-бурі риски; сірий колір на голові й волі з бурим відтінком; решта низу вохристо-руда. Молодий птах рудувато-бурий, із темною строкатістю на верхній частині голови, спині, надхвісті, крилах, горлі, волі й боках тулуба.
Відмінності від схожих видів: дорослий самець від самця садової вівсянки відрізняється сизувато-сірими головою і волом, іржасто-рудими «вусами» і горлом, а також іржасто-рудим низом; самка від самки скельної вівсянки — сіруватим волом. Молодого птаха від молодих садової і скельної вівсянок відрізнити складно.

### 3вуки
Пісня нагадує пісню садової вівсянки, поклик — скрипуче «сіе» або «чіт».

## Поширення
Гніздиться по всій Греції, на середземноморському узбережжі Туреччини і Кіпру, на східному узбережжі Середземного моря в Передній Азії. Це перелітний птах. Зимує в Судані в Африці. Рідше він зустрічається на середземноморському узбережжі Західної Європи, іноді окремі особини долітають до Гельголанда. В Південно-Східній Європі — залітний.  В Україні рідкісний залітний. Зареєстровано в Криму.

## Місця існування
Вівсянка сивоголова віддає перевагу кам'янистим схили з окремими кущами і деревами, а також напівпустелі. Мешкає у кам'янистій місцевості з бідною рослинністю. Часто співає на верхівках дерев.

## Розмноження

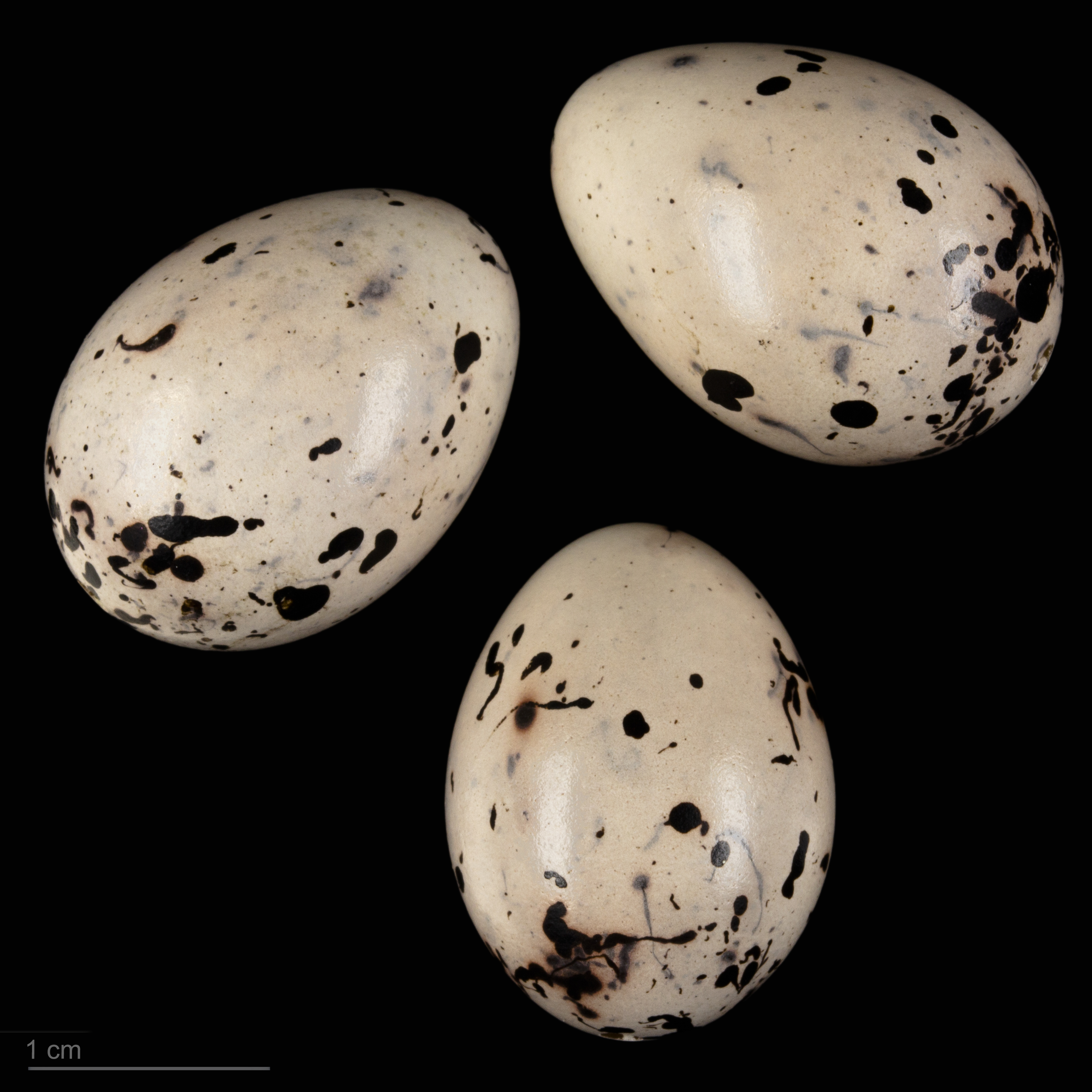
Яйця Emberiza caesia, Тулузький музей

Гніздо будує самиця, воно розміщується на землі біля каменя або серед коріння чагарникової рослини; воно будується зі стеблинок, соломинок і коренів. Самка кладе 4–6 білуватих або сіруватих яєць довжиною приблизно 19 мм. Яйця висиджує переважно самиця. На рік буває дві кладки. Виводковий період триває 12–14 днів. Пташенят вирощують обоє батьків.

## Живлення
Вид майже повністю добуває їжу на землі. Раціон складається з дрібного насіння, зокрема трав, а також дрібних безхребетних, зокрема мурах